# Jan Krasowski
Jan Krasowski (ur. 3 lutego 1924, zm. 7 maja 2016 w Szczecinie) – polski wojskowy, pułkownik ludowego Wojska Polskiego.

## Życiorys
W roku 1940 został aresztowany i wywieziony na Syberię, gdzie pracował w lesie jako drwal. W roku 1943 wstąpił na ochotnika do organizującej się w Sielcach nad Oką 1 Dywizji Piechoty i został przydzielony do kompanii ckm 2 Pułku Piechoty. Brał udział w bitwie pod Lenino, jako dowódca plutonu ckm w 7 pułku piechoty. W styczniu 1944 roku wstąpił do Oficerskiej Szkoły Piechoty nr 1 w Riazaniu, którą ukończył we wrześniu w stopniu podporucznika i został przydzielony do 35 pułku piechoty, na stanowisko dowódcy kompanii ckm. Wojenny szlak bojowy zakończył w rejonie Drezna na stanowisku szefa sztabu batalionu piechoty.
Po rocznym szkoleniu w Centrum Szkolenia Piechoty w Rembertowie w listopadzie 1946 roku objął stanowisko szefa sztabu 29 Komendy Odcinka w Kleszczelach, a następnie został dowódcą 19 batalionu OP. W styczniu 1951 roku objął stanowisko dowódcy 32 batalionu w Nowym Targu, a w grudniu tego roku 153 batalionu Ustka i był nim do czasu do jego rozformowania. Do Górnośląskiej Brygady WOP został przeniesiony pod koniec 1955 roku na stanowisko dowódcy 44 batalionu WOP w Głubczycach. Był nim do jego rozformowania w 1961 roku, a potem od 1962 roku dowodził batalionem Cieszyn do jego rozformowania w 1976 roku.
Pozostawał w dyspozycji biura kadr do sierpnia tegoż roku, kiedy to przeszedł do rezerwy.
Przez wiele lat był prezesem koła Związku Byłych Żołnierzy Zawodowych i Organizacji Rodzin Wojska Polskiego.

## Odznaczenia
- Krzyż Oficerski Orderu Odrodzenia Polski
- Krzyż Kawalerski Orderu Odrodzenia Polski
- Złoty Krzyż Zasługi
- Srebrny Krzyż Zasługi
- Srebrny Medal „Zasłużonym na Polu Chwały”
- Medal 10-lecia Polski Ludowej
- Medal 30-lecia Polski Ludowej
- Medal za Odrę, Nysę, Bałtyk
- Złoty Medal „Siły Zbrojne w Służbie Ojczyzny”
- Srebrny Medal „Siły Zbrojne w Służbie Ojczyzny”
- Brązowy Medal „Siły Zbrojne w Służbie Ojczyzny”
- Medal „Za udział w Walkach o Berlin”
- Złoty Medal „Za zasługi dla obronności kraju”
- Srebrny Medal „Za zasługi dla obronności kraju”
- Brązowy Medal „Za zasługi dla obronności kraju”
- Złota Odznaka „Za zasługi w ochronie granic PRL”